# Mraovo Polje
Mraovo Polje (szerbül: Мраово Поље), falu Bosznia-Hercegovinában, Bosanska krajina területén, Kostajnica községben, a Szerb Köztársaságban. 

## Fekvése
Bosznia-Hercegovina északnyugati részén, Banja Lukától légvonalban 65, közúton 88 km-re északnyugatra, községközpontjától légvonalban 7, közúton 10 km-re délre, a Strigova bal partján és a környező dombvidéken, 165 – 400 méteres tengerszint feletti magasságban fekszik. Mraovo Polje Kostajnica község egyik kisebb települése. Mrakodollal együtt alkotja a Strigova-völgyi kistérséget. A terület dombos jellegű, termékeny völgynyúlványokkal, ez teszi alkalmassá szántóföldi gazdálkodásra, fekvése miatt gyümölcstermesztésre is alkalmas. A település falusi és szórvány jellegű, és nagyon hasonlít Kostajnica község felső fennsíkjának többi falvaihoz. Maga a település helyi közúton csak Mrakodol községen keresztül közelíthető meg, ezért a helyi úthálózat rosszul kapcsolódik a község többi részéhez.

## Népessége
| Nemzetiségi csoport | Népesség 1991 | Népesség 2013 |
| ------------------- | ------------- | ------------- |
| Szerb               | 49            | 29            |
| Bosnyák             | 0             | 0             |
| Horvát              | 0             | 0             |
| Jugoszláv           | 0             | 0             |
| Egyéb               | 0             | 0             |
| Összesen            | 49            | 29            |

## Története
A település 1878-ig tartozott az Oszmán Birodalomhoz, ekkor a berlini kongresszus határozata alapján az Osztrák-Magyar Monarchia része lett. A monarchia szétesésével 1918-ben előbb a Szerb-Horvát-Szlovén Királyság, majd 1929-től a Jugoszláv Királyság része. Jugoszlávia megszállása után a falu a Független Horvát Állam (NDH) része lett. 1945-től a település a szocialista Jugoszlávia része volt. A Bosznia-Hercegovinában zajló polgárháború idején a település a Boszniai Szerb Köztársaság része volt. A daytoni békeszerződést követő területfelosztásnál a település, Kostajnica község részeként a Szerb Köztársaság területéhez került.

## Gazdaság
Mraovo Polje területe nagyon alkalmas mezőgazdasági termelésre, mert a viszonylag jó minőségű talaj mellett a terület vízforrásokban is gazdag. A mezőgazdasági termelés a kukorica- és búzatermelésben, a gyümölcstermelés pedig az almatermelésben jelenik meg. Az állattenyésztés (szarvasmarha- és juhtenyésztés) a mezőgazdaságot kiegészítő tevékenységként is meghatározó.

## Fordítás
- Ez a szócikk részben vagy egészben  a(z)   Мраово Поље című szerb Wikipédia-szócikk ezen változatának fordításán alapul.  Az eredeti cikk szerkesztőit annak laptörténete sorolja fel. Ez a jelzés csupán a megfogalmazás eredetét és a szerzői jogokat jelzi, nem szolgál a cikkben szereplő információk forrásmegjelöléseként.